# Anolis megapholidotus
Anolis megapholidotus – gatunek jaszczurki z rodziny Anolidae żyjącej w lasach Meksyku.

## Systematyka
Zwierzę zalicza się do rodzaju Anolis, klasyfikowanego obecnie w monotypowej rodzinie Anolidae. W przeszłości rodzaj ten zaliczany był do licznej w gatunki rodziny legwanowatych (Iguanidae).

## Rozmieszczenie geograficzne
Gad stanowi endemit środkowej Sierra Madre Południowej leżącej w Guerrero (jeden ze stanów na południowym zachodzie Meksyku). Bytuje na wysokościach między 1500 i 2500 m n.p.m. Podejrzewa się ten gatunek o szerszy zasięg występowania, ale nie zostało to udokumentowane.

## Siedlisko
Kręgowiec zamieszkuje tworzone przez sosny same lub z towarzystwem dębów lasy. Przesiaduje tam w ściółce i na niskiej roślinności.

## Zagrożenia i ochrona
W Czerwonej księdze gatunków zagrożonych IUCN Anolis megapholidotus jest klasyfikowany jako gatunek najmniejszej troski (LC, ang. Least Concern).
W obrębie swego zasięgu diapsyd ten charakteryzuje się umiarkowanie częstym występowaniem. Liczebność jego populacji ma stabilny trend.
Zagraża mu utrata środowiska naturalnego, przekształcanego przez ludzi w tereny rolnicze.